# Börje Martinsson
Börje Lennart David Martinsson, född 24 januari 1931 i Kristianstads församling i dåvarande Kristianstads län, är en svensk konstnär (målare).
Börje Martinsson gick Skånska Målarskolan i Malmö 1953, Robert Askou-Jensens Målarskola i Köpenhamn 1954–1957, målarskolan på Konstakademien i Köpenhamn 1958–1963 och grafiska skolan på nämnda konstakademi 1963–1964.
Hans verk består av landskap, interiörer och figurkompositioner. Han finns representerad vid Vetlanda museum, Statens konstråd, Jönköpings läns landsting, Bikuben i Köpenhamn, Ålborgs kommun i Danmark samt en rad olika kommuner i Sverige, däribland Uddevalla, Värnamo, Eksjö, Nässjö och Vetlanda.
Han var från 1962 gift med konstnären June Godbey-Martinsson (1935–2018) och tillsammans har de en son (född 1970). Han är bosatt i Korsberga i Småland.